# Condado de Marion (Kentucky)
El condado de Marion (en inglés: Marion County), fundado en 1834, es uno de 120 condados del estado estadounidense de Kentucky. En el año 2000, el condado tenía una población de 18,212 habitantes y una densidad poblacional de 20 personas por km². La sede del condado es Lebanon.

## Geografía
Según la Oficina del Censo, el condado tiene un área total de 899 km² (347,1 mi²), de la cual 899 km² (347,1 mi²) es tierra y 0 km² (0 mi²) (10.41%) es agua.

### Condados adyacentes
- Condado de Washington (norte)
- Condado de Boyle (noreste)
- Condado de Casey (sureste)
- Condado de Taylor (sur)
- Condado de LaRue (suroeste)
- Condado de Nelson (noroeste)

## Demografía
Según la Oficina del Censo en 2000, los ingresos medios por hogar en el condado eran de $30,387, y los ingresos medios por familia eran $35,648. Los hombres tenían unos ingresos medios de $27,826 frente a los $20,699 para las mujeres. La renta per cápita para el condado era de $14,472. Alrededor del 18.60% de la población estaban por debajo del umbral de pobreza.

## Localidades
| - Bradfordsville - Lebanon | - Loretto - Raywick - Nerinx |